# Teorema di Cochran
Il teorema di Cochran è usato in statistica nell'ambito dell'analisi della varianza.
Siano  U1, ..., Un variabili casuali gaussiane standardizzate e statisticamente indipendenti e valga l'identità
{\displaystyle \sum _{i=1}^{n}U_{i}^{2}=Q_{1}+\cdots +Q_{k}}
e sia
{\displaystyle r_{i}+\cdots +r_{k}=n}
dove  ri è il rango di Qi,
allora il teorema di Cochran afferma che i Qi sono indipendenti e sono distribuiti come delle variabili casuali chi quadrato con ri gradi di libertà.
Il teorema di Cochran è legato al teorema di Fisher.